# Законитост (1910)
Вижте пояснителната страница за други значения на Вардар.
„Законитост“ (на сръбски: „Законитост“, в превод Законност) е сръбски вестник, излизал на кирилица в Скопие в 1910 година, орган на сръбската пропаганда в Македония.
Подзаглавието му е Лист за политика, икономика и книжовност (лист за политику, привреду и књижевност), а заглавието е и на османотурски.
Вестникът е наследник на спрения от османските власти сръбски вестник „Вардар“. Редакцията се помещава в къщата на Милан Манчич на Вардар. Вестникът излиза в четвъртък и неделя. Публикува новини и коментари и разглежда обществени въпроси. В брой 1 пише:
| „ | Истината е, че „Вардар“ не е спрян, но само за неопределено време прекъснат. Но народният дух, народният живот, пълен със сила и полет, не може да бъде оставен без чист въздух, без живот и така възникна вместо „Вардар“ „Законитост“, която има да компенсира за османските сърби това, което изгубиха с „Вардар“... Стойки на становището за законност, ние не трябва да се боим от нищо, и пред нищо да не се превиваме и затова с всички сили ще браним правдата и истината и ще гоним лъжата и неправдата, както и тя да се оправдава и в каквато и форма да се увива. | “ |

Общо от вестника излизат 56 броя.